# The Barr Brothers
The Barr Brothers est un groupe américain d'indie folk, basé à Montréal, au Québec. Il est composé des frères américains Andrew (batterie, percussions, chant, claviers) et Brad Barr (guitare, chant), ainsi que du bassiste Morgan Moore, du guitariste pedal steel Brett Lanier, et de la harpiste Éveline Grégoire-Rousseau.

## Histoire
Originaires de Providence, Rhode Island, Brad et Andrew Barr déménagent de Boston (Massachusetts) à Montréal, au Québec, en 2005, après une décennie de tournées et d'enregistrements en tant que deux tiers du trio The Slip ; le groupe se distingue par son approche de l'improvisation en direct de longue durée, et est considéré comme faisant partie des scènes de jam bands et de musique expérimentale.
Peu après avoir emménagé à Montréal dans son nouvel appartement en 2005, l'auteur-compositeur-interprète et guitariste Brad Barr entend le son d'une harpe jouée à côté de chez lui, et après avoir trouvé le courage, il est allé se présenter à sa voisine de l'époque, Sarah Pagé, qui se produisait alors dans des contextes classiques et travaillait à l'élaboration de musique avec l'auteur-compositeur-interprète Lhasa de Sela.
Les sorties des Barr Brothers sont nommées trois fois aux prix Juno : en 2013, 2015 et 2018, dans la catégorie « album alternatif adulte de l'année » Leur premier album studio The Barr Brothers, sorti le 27 septembre 2011, se concentre sur des chansons acoustiques et électriques enracinées dans le folk appalachien et le folk rock. Leur deuxième album studio Sleeping Operator, sorti le 6 octobre 2014, explore davantage les liens entre le Delta blues et ses ancêtres d'Afrique de l'Ouest et du Nord. Le 4 décembre 2023, deux nouvelles prises des sessions de Sleeping Operator sont publiées exclusivement sur la page Patreon des Barr Brothers.

## Discographie

### Albums studio
- 2011 - The Barr Brothers (Secret City Records)
- 2014 - Sleeping Operator (Secret City Records)
- 2015 - Alta Falls (EP) (Secret City Records)
- 2017 - Queens of the Breakers (Secret City Records)
- 2025 - Let It Hiss (Secret City Records)